# Kagelinganahalli, Sira
Kagelinganahalli là một làng thuộc tehsil Sira, huyện Tumkur, bang Karnataka, Ấn Độ.